# Comté de Meeker
Pour les articles homonymes, voir Meeker.
Le comté de Meeker est situé dans l’État du Minnesota, aux États-Unis. Il comptait 22 644 habitants en 2000. Son siège est Litchfield.